# Paul Magnier
Paul Magnier (ur. 14 kwietnia 2004 w Laredo) – francuski kolarz szosowy i górski.

## Osiągnięcia

### Kolarstwo górskie
2022
- 3. miejsce w mistrzostwach świata juniorów (cross-country)

### Kolarstwo szosowe
Opracowano na podstawie:

2022
- 4. miejsce w mistrzostwach świata juniorów (start wspólny)

2023
- 3. miejsce w mistrzostwach Europy do lat 23 (start wspólny)

2024
- 1. miejsce w Trofeo Ses Salines Felantox
- 1. miejsce na 3. etapie Tour of Oman
- 1. miejsce w klasyfikacji punktowej Wyścigu Pokoju U23
  - 1. miejsce na 2. etapie
- 1. miejsce w klasyfikacji punktowej Giro Next Gen
  - 1. miejsce na 2. i 4. etapie
- 2. miejsce w Bretagne Classic Ouest-France
- 1. miejsce na 1., 4. i 5. etapie Tour of Britain

2025
- 1. miejsce na 1. etapie Etoile de Bessèges
- 2. miejsce w Figueira Champions Classic
- 2. miejsce w Omloop Het Nieuwsblad
- 2. miejsce w Samyn Classic
- 1. miejsce w Heistse Pijl
- 1. miejsce w Dwars door het Hageland
- 1. miejsce w Elfstedenronde
- 1. miejsce na 4. etapie Tour de Pologne

## Rankingi

### Kolarstwo szosowe
| Rok             | 2023 | 2024 |
| --------------- | ---- | ---- |
| World Ranking   | 830. | 157. |
| UCI Europe Tour | -    | 128. |
|                 |      |      |
| Źródło: UCI     |      |      |